# دنیاگیری کووید-۱۹ در قطر
دنیاگیری کووید-۱۹ در قطر بخشی از دنیاگیری بیماری کروناویروس ۲۰۱۹ در جهان است. اولین مورد تأیید شده در این کشور در ۲۷ فوریه ۲۰۲۰ در شهر دوحه اعلام شد.
تعداد مرگ و میرها در قطر نسبت به موارد گزارش شده کم بوده‌است، که ممکن است بخشی از آن به دلیل سیستم بهداشتی و درمانی کافی این کشور و جوان و سالم بودن تعداد زیادی از ساکنان باشد.